# فن رقمي

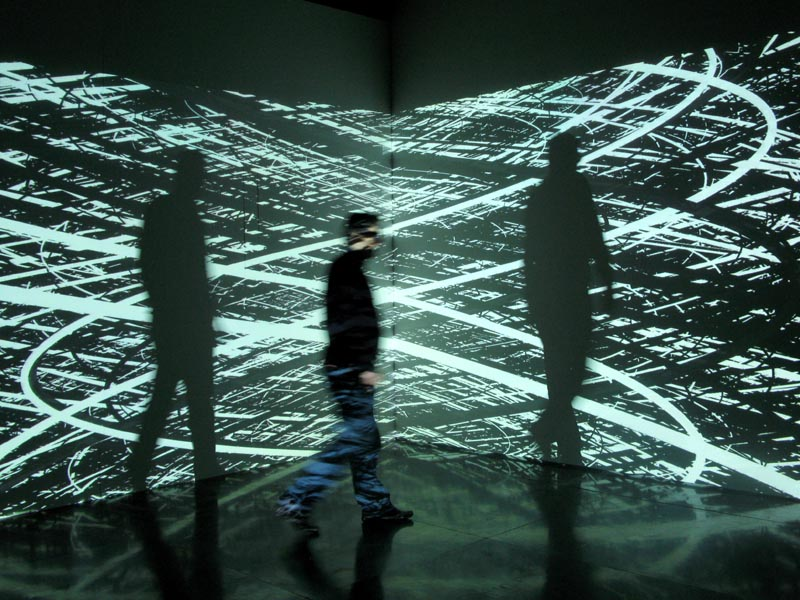
Irrational Geometrics digital art installation 2008 by Pascal Dombis

الفن الرقمي عبارة عن عمل فني أو ممارسة فنية، يتم فيها استخدام التكنولوجيا الرقمية في عملية الإبداع أو العرض التقديمي. منذ عام 1960، جرى استخدام أسماء مختلفة لوصف العملية، مثل فن الكمبيوتر أو فن الوسائط المتعددة، لكن فيما بعد تمّ وَضع مصطلح «الفن الرقمي» نفسه كأكبر مظلة للتعبير عن فن الوسائط الجديد.
كان للفن الرقمي في البداية بعض المعارضين، وهذا أثر بشكل كبير على مفاهيم نشاطات عديدة مثل الرسم، الأدب، النحت، والموسيقى/ فن الصوت. وبهذا أصبحت أنواع جديدة، مثل فن الإنترنت، التنصيبية الرقمية، والواقع الافتراضي، ممارسات فنية معترف بها. بشكل عام، يُستخدم مصطلح الفنان الرقمي لوصف الفنان الذي يستخدم التقنيات الرقمية في إنتاج الفن، وبمعنى موسع، «الفن الرقمي» هو الفن المعاصر الذي يستخدم أساليب الإنتاج الضخم أو الوسائط الرقمية. تستخدم تقنيات الفن الرقمي على نطاق واسع في الإعلانات من قبل وسائل الإعلام الرئيسية، ومن قبل صانعي الأفلام لإنتاج تأثيرات بصرية.
كان للنشر المكتبي تأثير كبير على عالم النشر، على الرغم من أنه كان أكثر ارتباطًا بالتصميم الجرافيكي. يستخدم كل من الفنانين الرقميين والتقليديين العديد من مصادر المعلومات والبرامج الإلكترونية لإنشاء أعمالهم؛ وبالنظر إلى أوجه التشابه بين الفنون البصرية والموسيقية، من الممكن أن يتطور القبول العام لقيمة الفن البصري الرقمي بنفس الطريقة التي تقدم بها القبول المتزايد للموسيقى المنتجة إلكترونياً على مدى العقود الثلاثة الماضية.
يكون الفن الرقمي ببساطة إما من إنشاء الحاسوب بشكل بحث (مثل صور الكُسيريات أو الفراكتلات الهندسية والفن الحسابي) أو مأخوذًا من مصادر أخرى، مثل الصورة الممسوحة ضوئياً أو الصورة المرسومة باستخدام برامج رسم شعاعية باستخدام الماوس أو لوحة التصميمات. على الرغم من الناحية الفنية، يمكن تطبيق هذا المصطلح على الفن الذي يتم باستخدام وسائط أو عمليات أخرى ويتم مسحه ضوئياً فقط (المسح الضوئي). وعادة ما تكون مخصصة للفن الذي جرى تعديله بشكل غير بسيط بواسطة عملية الحوسبة (مثل برنامج كمبيوتر أو متحكم دقيق أو أي نظام إلكتروني قادر على تفسير المدخلات لإنشاء المخرجات). لا تعتبر البيانات النصية الرقمية وتسجيلات الصوت والفيديو الخام عادة فناًّ رقمياً بحد ذاتها، ولكن يمكن أن تكون جزءًا من المشروع الأكبر لفن الكمبيوتر وفن المعلومات. تعتبر الأعمال الفنية لوحة رقمية عندما يجري إنشائها بطريقة مماثلة للوحات غير الرقمية، ولكن باستخدام البرمجيات على منصة الكمبيوتر وإخراج الصورة الناتجة بشكل يتقارب فيه الرسم على قماش رقمياً.
أنشأ آندي وارهول فناً رقمياً باستخدام كومودور أُميغا، حيث وُضع الكمبيوتر علناً في مركز لينكولن-نيويورك في يوليو 1985، والتُقطت صورة ديبي هاري أحادية اللون من كاميرا فيديو وجرت الرقمنة في برنامج رسم يسمى بروبينت. تلاعب وارهول في الصورة من خلال إضافة اللون باستخدام خوارزمية الملء الفيضاني.
وسط آراء متنوعة حول إيجابيات وسلبيات التكنولوجيا الرقمية في الفنون، يبدو أن هناك إجماعاً قوياً داخل مجتمع الفن الرقمي على أنه خلق «توسعًا كبيراً في المجال الإبداعي»، أي أنه وسع بشكل كبير الفرص الإبداعية المتاحة للفنانين المحترفين وغير المحترفين على حد سواء.
إن الفن الرقمي سواء كان ثنائي الأبعاد أو ثلاثي الأبعاد مفيد، لأنه يسمح بالحفاظ على التاريخ، والذي لولاه قد يدمَّر التاريخ بأحداث مثل الكوارث الطبيعية والحرب، هناك تساؤل حول من يجب أن يمتلك هذه المسحات ثلاثية الأبعاد؟ أي من يجب أن يمتلك حقوق النشر الرقمية؟

## انظر ايضًا
- تصميم طباعة الحروف رقميا
- فن الوسائط الجديد
- تراث رقمي